# Ted (sèrie de televisió)
Ted (estilitzat en minúscules) és una sèrie de comèdia fantàstica estatunidenca creada i dirigida per Seth MacFarlane per a Peacock. La tercera entrega de la franquícia Ted, serveix com a preqüela del llargmetratge de 2012 i la seva seqüela de 2015. És protagonitzada per MacFarlane que repeteix el seu paper de veu del personatge titular, al costat de Max Burkholder, Alanna Ubach, Scott Grimes i Giorgia Whigham.
Ted es va estrenar l'11 de gener de 2024, i consta de set capítols. El maig de 2024, la sèrie es va renovar per a una segona temporada.

## Premissa
Ambientada entre 1993 i 1994, entre la seqüència inicial i la trama principal de Ted (2012), la sèrie descriu la vida primerenca d'un os de peluix sensible anomenat Ted, ja que viu amb John Bennett, de 16 anys, i la seva família a Framingham (Massachusetts). A més de John i Ted, la família Bennett inclou el pare de John, Matty, la seva mare Susan i el seu cosí, Blaire, que viu amb ells mentre va a una universitat propera. A l'episodi pilot, Ted es veu obligat a anar a l'escola amb John a partir d'aleshores, a causa dels problemes que causa mentre la resta de la família és a l'escola i treballa.

## Repartiment principal
- Seth MacFarlane com a veu i captura de moviment de Ted, un osset de peluix profà, d'esperit lliure i antropomòrfic i antiga celebritat a qui John desitjava donar vida quan era nen.
  - Tara Strong com a funció de reproducció del so "I Love You" de Ted.
- Max Burkholder com a John Bennett, un noi de 16 anys crèdul però ben intencionat que és el millor amic de Ted i està a prop de la part inferior de l'escala social a John Hancock High. Anteriorment havia estat interpretat per Mark Wahlberg a Ted (2012) i Ted 2 (2015), i per Colton Shires i Bretton Manley a la seqüència inicial de Ted.
- Alanna Ubach com a Susan Bennett, la mare impressionable, amable, tranquil·la i que es queda a casa de John. Anteriorment s'havia anomenat Helen a la seqüència d'obertura de Ted, i havia estat interpretada per Alex Borstein.
- Scott Grimes com Matty Bennett, el pare republicà d'en John, que és un veterà de la guerra del Vietnam i és propens a moltes teories paranoides i pors irracionals. Anteriorment s'havia anomenat Steve a la seqüència d'obertura de Ted, i havia estat interpretat per Ralph Garman.
- Giorgia Whigham com a Blaire Bennett, la cosina políticament liberal i sarcàstica de John i neboda de Matty i Susan, que assisteix a l'Emerson College. A "Just Say Yes", es revela que Blaire viu amb els Bennett a causa de la seva pròpia família disfuncional, i intenta vigilar en John i en Ted i mantenir-los fora de problemes. A "Loud Night", Blaire revela que és sexualment fluida i que manté una relació romàntica amb Sarah, una noia índia de la seva universitat.